# Janicsár

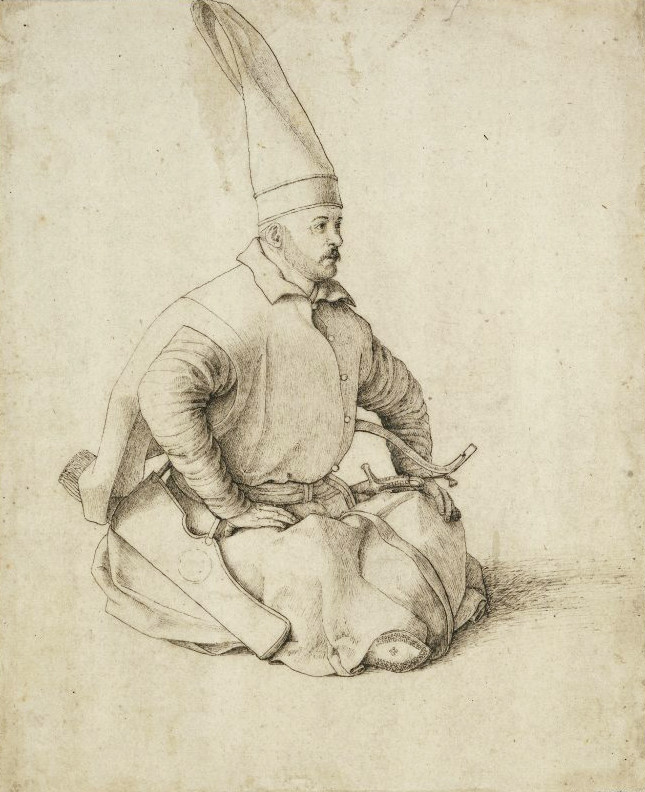
Janicsár a 15. században (Gentile Bellini rajza)

A janicsár (törökül yeniçeri (jenicseri), új sereg) az oszmán-török seregben szolgáló zsoldos gyalogság katonája. Az első janicsárcsapatokat 1362-ben I. Murád oszmán szultán hozta létre, aminek az ideológiai alapját az 1300-as években megalakult bektási dervisrend szolgáltatta. A janicsárokat a közhiedelemmel ellentétben csak kisrészt képezték ki keresztényekből. Az I. Murád által létrehozott janicsárság egy olyan gyalogos csapat volt, amelynek tagjait a janicsáriskolákban egészen fiatal (10–15 éves) koruktól kezdve arra nevelték, hogy a mindenkori szultánt feltétlen odaadással szolgálják. Janicsárok alkották a szultán testőrségét és I. Szulejmán (1494–1566) koráig csak a szultán személyes vezérlete alatt tartoztak háborúba menni. IV. Murád szultán szigorú rendelkezéseket hozott a janicsárokkal kapcsolatban. Nem dohányozhattak, nem szívhattak ópiumot, a korruptnak ítélt janicsárokat pedig lefejeztette.

## Történetük
E hadtest egy része keresztény szülők gyermekeiből állt, akiket a devsirme nevű gyermekadó jegyében szedtek össze a birodalomban élő keresztény alattvalóktól, vagy háború alkalmával rabolták el őket, amely zsákmány ötöde, a pendzsik, a szultánt illette. A közhiedelemmel ellentétben a janicsárságnak alig negyedrésze volt keresztény, habár Szerbiában sok keresztényt szedtek össze. Többségük muzulmán bosnyákokból, valódi törökökből és rabszolgákból került ki. 

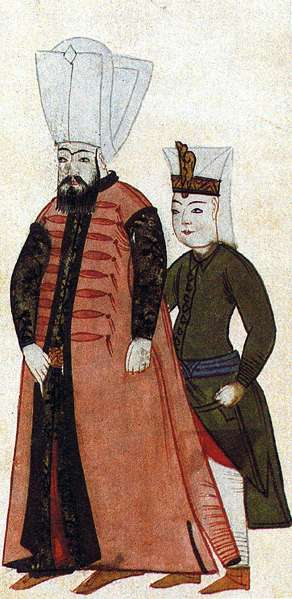
Janicsár aga

A devsirme szedése szigorú szabályok szerint folyt. A kijelölt területen kihirdették, hogy a beszedőbiztosok – eleinte a kádi, majd a tartomány pasája, később ezek megvesztegethetősége, illetve az előírások nem ismerete miatt valamelyik janicsárezred parancsnoka – mikor érkeznek, hol és mikor kell a 10 és 20 év közötti nőtlen fiúgyermekeknek szüleikkel és falusi elöljáróikkal megjelenniük. A válogatás vonatkozó szabályait A janicsárok törvényei című könyv igen részletesen írja le: papok és falusi elöljárók gyermekeit nem szabad elvinni, ha valaki egyke, árva, testileg hibás (kancsal, nyomorék stb.), beteg (például ótvaros, pestises), körülmetélt (akár muszlim is lehet), azt nem lehet összeírni és elvinni. A magyar hódoltsági területeken egyáltalán nem szervezték meg államilag a devsirmeszedést (részben a magyarok ellenállása miatt), bár ritkábban előfordult, hogy sikeres portyák során elhurcolt magyar foglyok áttértek az iszlám vallásra, és önként álltak a szultán szolgálatába. Az említett kívül gyerekek közül nem volt szabad muszlimokat, grúzokat, zsidókat és horvátokat összegyűjteni. Utóbb ezt kiterjesztették a szerbekre, bolgárokra és bosnyákokra is, valamint a háborúkban elrabolt egyes nemzetiségekre, így az Ukrajna és Oroszország elleni háborúkban lengyel, ukrán és orosz gyerekeket sem soroztak be. Az iszlamizált bosnyákok azonban kivételek voltak, muszlim voltuk ellenére is volt közöttük devsirmeszedés, forrásunk szerint saját kérésükre [forrás?]. Nagyon sok janicsár azonban így is került ki a szerbek közül. Eleinte kis számban, majd egyre nagyobb arányban képviseltették magukat az egykori janicsárok gyermekei, a kuloğluk, akik apjuk bajtársainak ajánlására kerülhettek be a testületbe.
Kezdetben kis-ázsiai törökökhöz osztották szét őket, hogy a családokban elsajátítsák a nyelvet, vallást és szokásokat, vagyis törökké, illetőleg muszlimmá váljanak; később Konstantinápolyban, Drinápolyban vagy Gallipoliban kaszárnyákban nevelték őket, szigorú fegyelemmel. A janicsárok nevelésében részt vettek a bektási dervisek is. Miután a nevelő intézetekben megtanulták a különféle katonai gyakorlatokat és a feltétlen engedelmességet, hozzászoktak a fáradalmakhoz és a nélkülözéshez, elsajátították a testületi szellemet és fanatizmust, 18-20 éves korukban átléptek a janicsárok egyes ezredeibe, ahol három évig mindennemű szolgamunkát végeztek.
Szulejmán koráig nem volt szabad házasodniuk sem, majd ettől kivételes esetekben engedélyt kaphattak rá. II. Szelim (1566–74) alatt kezdték megváltoztatni a toborzás módját, és már a janicsárok gyermekeit is fölvették az alakulatba. II. Murád (1574–95) alatt, a hosszas perzsa háború után már felvettek olyan mohamedánokat is, akik nem végezték el a régi szigorú iskolát, végül IV. Mehmed alatt vagy előtt, 1640 körül megszüntették a keresztény gyermekekből vett tizedet: ezután a janicsárok fiai léptek apjuk helyére. Ezek azonban már nem harcoltak úgy, mint apáik, nem érezték magukat a szultán szolgáinak, gyakran önállóan akartak politizálni is.
A janicsároknak nevelt ifjak neve adzsemi oglan (acemi oğlan) volt.

## A janicsár hadtest szervezeti felépítése

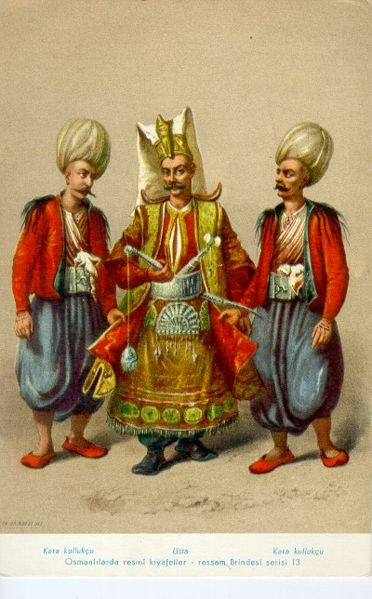
Janicsár tisztek

A janicsár hadtest eredetileg négyezer főből állt, és hatvan dzsemáatra, vagyis csapatra osztották. I. Bajazid hétezerre emelte a számukat, amikor a janicsárságba kebelezte a szegbánok (szejmenek) és az ávdsik (udvari vadászok) 34 bölükjét (csapatát), II. Mehmed pedig száz dzsemáatban szolgáló tizenkétezer főre bővítette az alakulatot. Szulejmán még hatvanegy csapattal (bölük) húszezer főre növelte létszámukat. IV. Mehmed korában (1648–1688) e hadtest 196 odából vagy ezredből állt, 1670 körül mintegy ötvenötezer fővel.
A janicsár hadtest szervezeti felépítése igen bonyolult. Autonóm vezetője csak egy volt, a janicsár aga, a többi janicsár tiszt és vezető neki volt alárendelve, fegyvernem és szakszolgálat szerint. A janicsár odzsak nemcsak a reguláris katonákból állt, hanem a janicsár aga alá volt rendelve – mint a janicsár hadtest szervezeti alegysége – a kiszolgáló-személyzet, illetve néhány, a janicsárok soraiból kialakult seregtest is. A janicsár hadtest háromféle csapattípust ölelt fel: 101 jaja dzsemáatot, 34 szekbán bölüköt és 61 aga bölüköt (a janicsár aga közvetlen alárendeltségében lévő bölükök). A 101 dzsemáat élén a jajabasik álltak, 100 egyszerű jajabasi és 1 bas jajabasi (rangidős jajabasi). A dzsemáatok számsorozása és felosztása a janicsár hadtest kialakulásakor betöltött feladatuk szerint történt, elnevezéseik a későbbi időkben már nem fedte teljesen szakterületüket, néha elnevezésükhöz már semmi közük nem volt, egyes dzsemáatok elnevezése pedig a békeidőben ellátott feladataikra utal.
Az 1–5. dzsemáatok devedzsikből (tevehajcsárok) álltak, és tisztjeik között a legfőbb a basdevedzsi basi volt. Rangban utánuk a sütürbán agák dzemáatjai következtek, ők elvileg szintén tevehajcsárok voltak. Az 52. dzsemáat tagjai javították békeidőben a szerájok és a Porta vízvezetékeit, őket katrandzsiknak nevezték. A 28. dzsemáat a janicsárok imámjának seregteste volt. Vezetőjét a „szent aga” névvel tisztelték meg, és különleges előjogokat élvezett. A 14., 49., 66. és 67. dzsemáatok hászeki dzsemáatok voltak, ők voltak békeidőben a szultáni udvar szolgálói, háborúban pedig a büntetőosztag tagjai, magas állásuknál fogva a janicsárok között mindannyian altiszti rangban szolgáltak. A 60., 61., 62. és 63. dzsemáatok a szolákok hadtestei voltak. A szultáni testőrség tagjaiként arról voltak híresek, hogy mindannyian balkezesek voltak, hogy az uralkodó jobbján haladva bal kézzel nyilazva se fordítsanak hátat a padisahnak. A 64. dzsemáatot zagardzsiknak, agarászoknak nevezték, a 68. dzsemáat a turnadzsik, azaz a darugondozók hadteste volt. Mindkét dzsemáat vezetője kezdettől fogva az aga dívánjának tagja volt. A 71. dzsemáat a számszundzsik (szelindekgondozók), a 82. dzsemáat a zenberedzsik (számszeríjászok), a 43. és 92. dzsemáat a tüfenkcsik (puskások), a 17. dzsemáat a csergedzsik (sátorfelverők) hadteste volt. A 94. dzsemáat egy nem helyhez kötött, sajátos bektási „derviskolostor” volt, parancsnoka a bektási dervisrend mindenkori helyettes vezetőjének tisztét töltötte be. A 101. dzsemáat tulajdonképpen a janicsár hadtest pénztárát rejtette, ennek tagjai kezelték ugyanis az összes janicsár minden pénzügyét, a zsoldtól kezdve az elesett janicsárok vagyonának kezeléséig.
A szekbánok tulajdonképpen a janicsár sereg hivatalnoki rendszerének szerepét töltötték be, tagjaik foglalkoztak az élelmiszerellátással és a különböző defterek vezetésével. A 61 aga bölük tagjai főként rendészeti és vezetésszervezeti feladatokat láttak el. A bölük vezetői (például a kethüda basi) a janicsárok mozgósításáért, a felvonulás megszervezéséért, illetve ellátásukért voltak felelősek. Az 1. bölük tagjai voltak a szultánok dísztestőrei, a hagyomány szerint minden trónra lépő szultán közjanicsárként belépett az 1. bölükbe. Egyes bülökök tagjai látták el a tábori csendőrség szerepét.
A janicsár sereget állandó szervezeti egységbe nem tömörült kötelékek is kísérték. Ilyenek voltak a hekim (orvos), a dzserrah (sebész), az odzsak bezirgáni (ellátó kereskedők) és a mihter (katonazenekari) egységek.

## Viseletük és fegyvereik

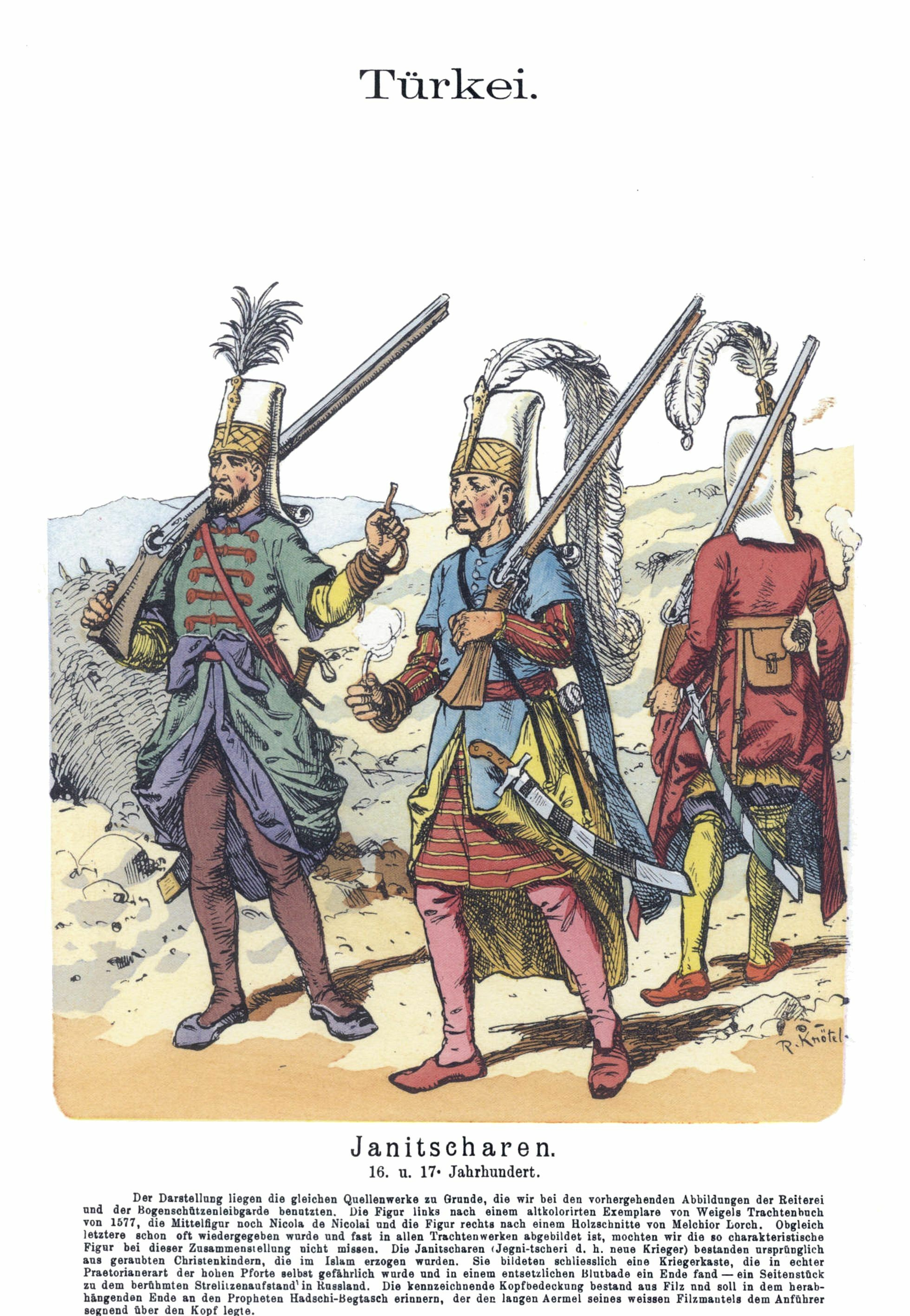
Janicsárok 16–17. századi viselete a török hadseregben

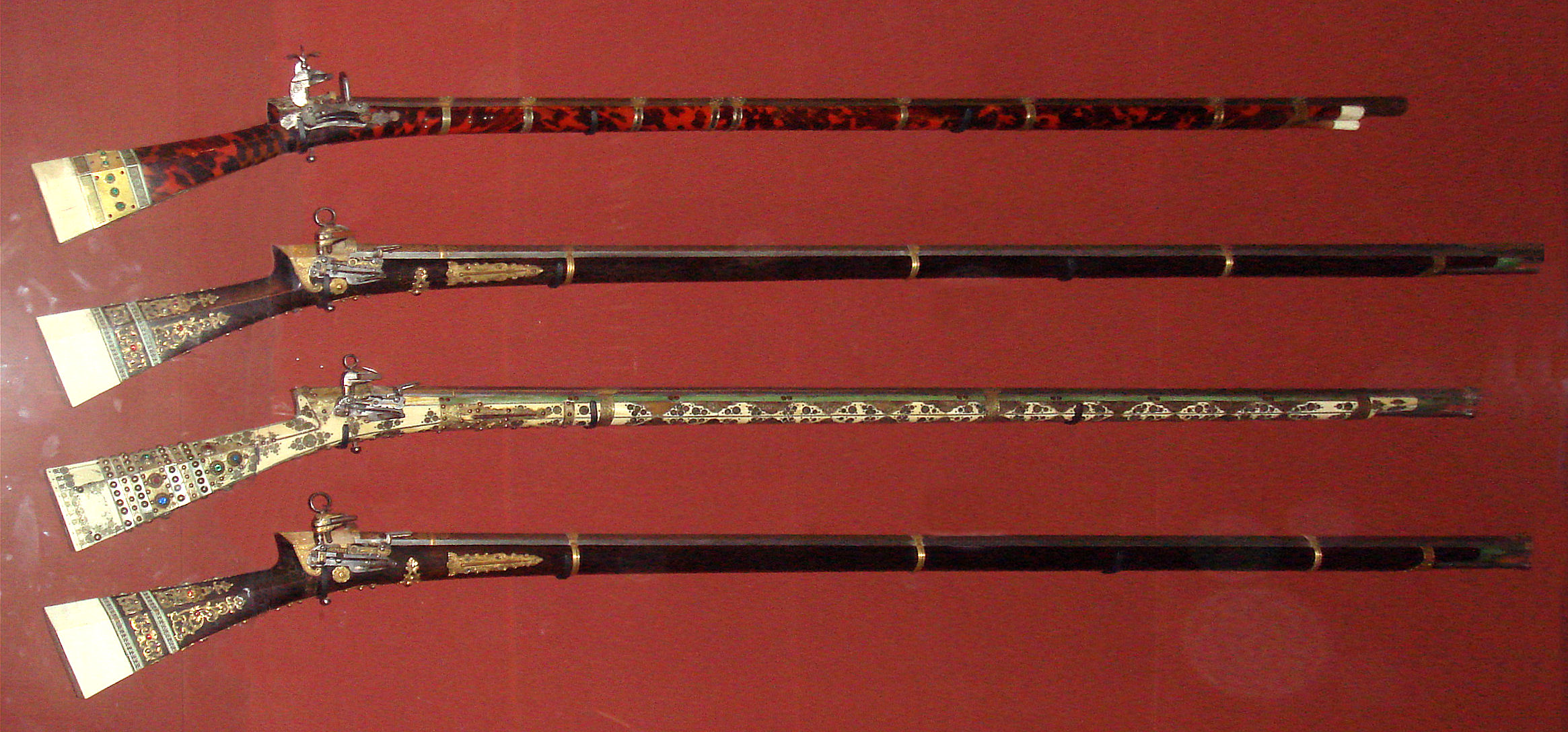
Janicsár fegyverek (1750–1800)

A janicsárok zászlaja eleinte vérvörös volt, rajta ezüst félhold és kard, később minden odának volt külön zászlaja, melynek fele sárga, fele pedig vörös volt, és külön zenekara. Fegyverzetük szerint két csoportba oszlottak: egy részük hosszú flintát és széles, görbe kardot viselt, más részük pedig íjat és nyilat s szintén kardot. Ruházatuk a következő volt: fejükön kerek, magas, hátukra lecsüngő fehér nemezsapka, úgynevezett kecse, amelyre elöl kanál volt tűzve; térden felül érő, elöl gombos, derékon övvel összeszorított dolmány; e fölött hosszú, két ujjú feredzse vagyis köpönyeg. Régebben kék posztóból készült salvár (bő nadrág), lábukon általában vörös bakancs. Tisztjeik kuka nevű süveget viseltek és különböző színű csizmát, mégpedig a szejmen nevű odák tisztjei pirosat, a bölükbeliek feketét, a dzsemáatok pedig sárgát. Az egyes ezredek (orta vagy oda) parancsnoka csorbadzsi nevet viselt. Az egész janicsárhadtest feje és parancsnoka a janicsár aga volt.
A janicsárok viselete a konstantinápolyi janicsármúzeumban, az Atmejdán téren, száznál több életnagyságú viaszalakon látható. A janicsárság első fegyvere az íj volt, mellette kardot használták. A 14. század végén a törökök seregükben a világon elsőként létrehozták a szervezett tüzérséget és a janicsárok muskétákat kaptak, de még sokáig használtak íjat másodfegyverként. Később ez a felszerelés nagy hátrányt jelentett, mert akkoriban a muskéta nem volt olyan komoly fegyver, a döntő erőt a hosszú szálfegyverek jelentették. A janicsárság használt kardot, amivel igen jól bánt, de ez többnyire védekező fegyver volt. Kevéssé ellensúlyozta ezt a hátrányt a kézitusában való remek helytállás. Mivel a fegyveripar nem fejlődött a törököknél, így a janicsárok és az összes többi kézi lőfegyverrel rendelkező egység tűzereje nagyon elmaradt az európai fegyverek erejétől. Nehezítette a helyzetüket a szurony megjelenése, amit az európai haderők tömegesen szabványosítottak, ezzel szemben a törököknél egyáltalán nem vezették be. Így egy európai gyalogos a janicsárral szemben egyszerre jelentett tüzelő és döfő erőt is. A muskétások jobban küzdöttek a közelharcban, mint a janicsárok a kardjukkal.

## Janicsárfelkelések

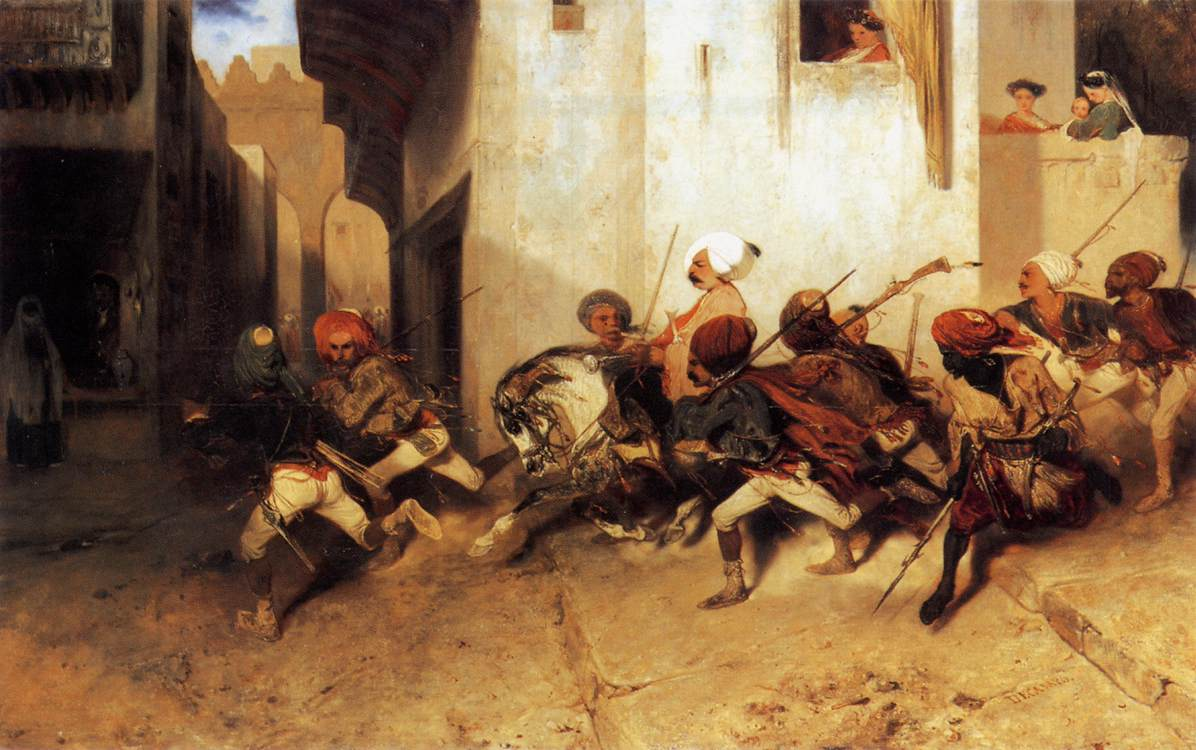
A gallipoli janicsárfelkelés

A janicsárok lassan felismerték saját fontosságukat, és egyre többet követeltek. 1449-ben lázadtak fel először jobb béreket követelve, amit meg is kaptak. 1451 után mindegyik újabb szultánnak meg kellett jutalmaznia őket, és fel kellett emelnie a bérüket.
A 18. század elején a janicsároknak akkora befolyásuk volt, hogy a kormányt is uralni tudták. Bele tudtak szólni a politikába, és késleltették a katonaság reformjait. Szultánokat tudtak hatalomra emelni, vagy arról lemondatni.
Ahogy a janicsárok befolyása nőtt, úgy csökkent a harci hatékonyságuk. Az Oszmán Birodalom északi határai lassan visszahúzódtak Bécs második ostroma után (1683). A janicsárok ellenálltak a hadsereg átszervezésére irányuló minden kísérletnek, és 1622-ben, amikor a szultán helyettesíteni akarta őket, meggyilkolták II. Oszmánt.
1807-ben újból fellázadtak, és megfosztották III. Szelimet a hatalomtól, aki egy modernebb hadsereget akart szervezni európai tanítómesterek segítségével. IV. Musztafa megölette a volt szultánt, de végül nem neki, hanem II. Mahmudnak sikerült megszerezni a hatalmat. Amikor a janicsárok újból támadtak volna, Mahmud kivégeztette az elfogott Musztafát, így sikerült kompromisszumra jutnia a lázongókkal.
1810 áprilisában a janicsárok 2000 házat gyújtottak fel Gallipoliban. Az idő múlásával az egykor fegyelmezett, tisztelettudó katonákból korhely, semmirekellő és lusta legények lettek. Odáig vetemedtek, hogy a szultán háremében elcsábították a háremhölgyeket, és sokukat teherbe ejtették. Ekkoriban a hivatalos jegyzékek szerint 135 ezer fő volt a janicsárok száma, de többségük nem volt tényleges szolgálatot teljesítő katona, viszont rendszeres zsoldfizetés járt nekik, ami a folyton gondokkal küszködő török államkincstárra hatalmas terhet rótt.
A janicsárok egy csoportja Szerbiában önálló katonai juntát épített ki, amely rémuralmat gyakorolt az ország felett. 1804-ben Szmederevóban nagy vérengzést követtek el a helyi nemesség körében, mert attól tartottak, hogy a szerbek a Portával együttműködve hatalmuk megdöntésére törnek. A mészárlás egyik fő kiváltóoka lett aztán az első szerb felkelésnek.
Végül II. Mahmud szultánnak sikerült megszabadulnia a janicsároktól. A szultán nyugati típusú haderő szervezésébe fogott, amelybe átintegrálták a reguláris szpáhi lovasságot és a korábbi irreguláris félkatonai egységeket, megfelelő kiképzést adva nekik. A janicsárokat viszont kihagyták ebből az integrációból. 1826-ban a janicsárok újabb lázadást terveztek, amikor megtudták, hogy a szultán új hadsereget akar kialakítani. (Egyes történészek szerint maga a szultán bujtotta fel őket.) Az 1826. június 14-én Isztambulban kitört lázadáskor már a hadsereg és a lakosság nagyobbik része ellenük volt. A szpáhi lovasság visszakényszerítette őket a barakkokba, majd a laktanyákat ágyúkkal lövették. A túlélőket kivégezték vagy száműzték. Mahmud két évvel később elkobozta minden vagyonukat.

## Szépirodalmi művekben
- Jókai Mór: A janicsárok végnapjai
- Jason Goodwin: A janicsárfa
- Sz. Bányai Irén: A janicsárok gyöngye